# Лунка (Пошага)
Лунка (рум. Lunca) насеље је у Румунији у округу Алба у општини Пошага. Oпштина се налази на надморској висини од 412 m.

## Становништво
Према подацима из 2002. године у насељу је живело 208 становника, од којих су сви румунске националности.